# Шуфутинский, Михаил Захарович
Михаи́л Заха́рович Шуфути́нский (род. 13 апреля 1948, Москва) — советский и российский эстрадный певец, шансонье, пианист, исполнитель и музыкальный продюсер. Заслуженный артист Российской Федерации (2013). Неоднократный лауреат премий «Шансон года».

## Биография

### Ранние годы
Михаил Шуфутинский родился 13 апреля 1948 года в Москве в еврейской семье участника Великой Отечественной войны — врача Захара Давидовича Шуфутинского.(19.04.1921)  Бабушка с дедушкой по отцу Берта Давидовна (1894—1975) и Давид Яковлевич (1894—1959) были родом c Украины, из Елисаветграда (Кропивницкий) и Черкасс соответственно. Они занимались воспитанием мальчика после того, как погибла его мать, Елена Подольская (1925—1953). Михаилу тогда было пять лет.
Окончил музыкальную школу по классу баяна и Московское музыкальное училище имени М. М. Ипполитова-Иванова по специальностям «дирижёр», «хормейстер», «преподаватель музыки и пения». В одно и то же время с Михаилом Шуфутинским и по этим же специальностям в училище училась Алла Пугачёва.

### Карьера
Выступал с различными ансамблями в Москве и в Магадане. С 1971 по 1974 год работал в магаданском ресторане «Северный». В ресторанах исполнял песни Александра Вертинского и Петра Лещенко. Позже стал руководителем ВИА «Лейся, песня», который, в основном, исполнял песни Вячеслава Добрынина.

Я руководил вокально-инструментальным ансамблем «Лейся, песня». Мы собирали стадионы, Дворцы спорта, пластинки расходились миллионными тиражами, но оказались не в фаворе у властей, нас ни разу не показали по телевизору. Не выпускали за границу, даже в Болгарию. Потому что руководитель — то есть я — носил бороду. А с бородой на портретах и в документальной хронике на советском телеэкране могли появляться только три человека: Ленин, Маркс и Энгельс. Остальным — нельзя. Якобы не соответствуют образу строителя коммунизма.— 
В 1981 году вместе со своей семьёй эмигрировал в США. В 1983 году, уже в качестве аранжировщика, клавишника и продюсера выпустил альбом Анатолия Могилевского «У нас в Одессе это не едят», а в 1984 году — альбом «Я Вас люблю, мадам». Около десяти лет играл в составе различных ансамблей в ресторанах, создал собственную шоу-группу «Атаман-бэнд» (так же, как и ресторан «Атаман»).
Позднее Шуфутинского, как уже известного певца и музыканта, пригласили работать в русский ресторан «Арбат», который находился в районе Голливуда.
В 1990 году впервые после эмиграции приехал в СССР и дал несколько концертов. Первый концерт по возвращении дал в Киеве.
В 1997 году написал автобиографическую книгу «И вот стою я у черты…».
В 2003 году переехал в Россию на постоянное место жительства.
В 2008 году принимал участие в проекте канала НТВ «Суперстар 2008. Команда мечты».
Участник ежегодной национальной премии «Шансон года» в Кремле.
В репертуар Михаила Шуфутинского входят песни таких авторов, как Вячеслав Добрынин («Две свечи», «Кубики», «За милых дам»), Игорь Крутой («Третье сентября», «Пальма-де-Майорка», «Московское такси», «Москва слезам не верит»), Олег Митяев («Ночной гость», «Москвичка»), Александр Розенбаум («Крещатик», «Заходите к нам на огонёк», «Гоп-стоп», «Еврейский портной»), Никита Джигурда, Александр Новиков («Вези меня, извозчик», «Улица Портовая»), Олег Газманов, Игорь Зубков, Игорь Кисиль («Ты от меня далеко»), Вацлав Лисовский, Олеся Атланова, Карен Кавалерян, Михаил Звездинский, Кирилл Крастошевский, Иван Кононов («Обожаю я тебя, обожаю», «Левый берег Дона», «Батька Дон»), Константин Арсеньев («Крым»), Влад Валов и Эльбрус Черкезов («Бабы — последнее дело»), Евгений Кричмар («Моя Одесса»), Аркадий Укупник («Памяти Вертинского») и многие другие.

## Личная жизнь
Первая жена — Татьяна Ростова.

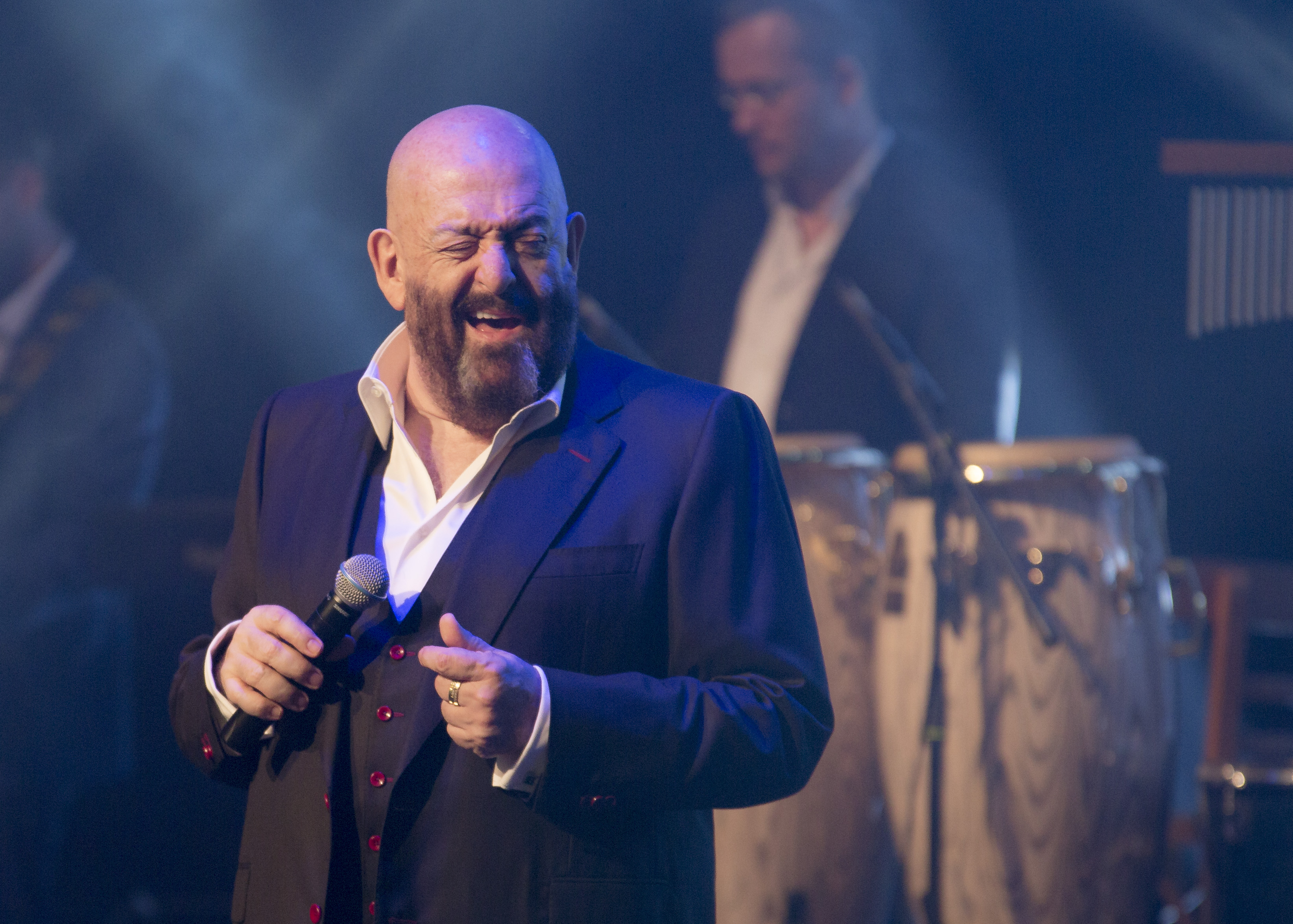
Михаил Шуфутинский. Выступление в Израиле. 2017

Вторая жена — Маргарита Михайловна Шуфутинская. Поженились 2 января 1971 года. Жила в США и в России, уделяла много внимания всем членам семьи: двоим сыновьям, пятерым внукам и двум внучкам. Вся семья часто собиралась вместе в Москве и в Лос-Анджелесе. Умерла 5 июня 2015 года в возрасте 66 лет в Лос-Анджелесе.
Старший сын — Дэвид Шуфутинский (род. 29 августа 1972 года в Магадане), женат на Анжеле Петросян. Живёт с семьёй в Москве и занимается продюсированием звука в кино. Внуки — Андрей (род. 1997), Анна (род. 2006), Михаил (род. 2009).
Младший сын — Антон Шуфутинский (род. декабрь 1974 года), был военным врачом военно-морских сил США. Женат на американке Брэнди. Антон Шуфутинский и его семья (жена, три сына и дочь) живут в Филадельфии, где он преподаёт в университете и заканчивает докторскую диссертацию. Внуки — Дмитрий (род. 3 сентября 1995 года), играл на саксофоне в школьном оркестре, Ной (род. 2002), Захар (род. 2009), Ханна Ренэ (род. 13 сентября 2012).
Российский дом Шуфутинского находится в 9 км к юго-западу от Москвы. Это двухэтажный особняк площадью 913 м² с бассейном, построенный по заказу певца в начале 2000-х годов в коттеджном посёлке «Сапожок» близ Внуково. После смерти супруги он приобрёл коттедж в Филадельфии, неподалёку от дома младшего сына. Также у него есть поместье в стиле ранчо в Лос-Анджелесе, где ранее проживала его жена.
С 2019 года певец состоит в отношениях с бывшей танцовщицей своего балета Светланой Уразовой.

## Санкции
В 2022 году выступил в госпитале перед ранеными участниками войны на Украине. 7 января 2023 года внесён правительством Украины в санкционный список лиц, «которые публично призывают к агрессивной войне, оправдывают и признают законной вооруженную агрессию РФ против Украины, временную оккупацию территории Украины», предполагающий блокировку активов, полное прекращение коммерческих операций, остановку выполнения экономических и финансовых обязательств. При этом сам артист избегает публично высказываться на эту тему.

## Работы

### Дискография
- 1982 — «Побег»
- 1983 — «Атаман»
- 1984 — «Гулливер»
- 1984 — «Атаман — 2» (в СССР не издавался)
- 1985 — «Амнистия»
- 1986 — «Атаман — 3»
- 1987 — «Белый аист»
- 1988 — «Нет проблем»
- 1989 — «Ты у меня единственная» (совместно с Сюзанной Теппер)
- 1990 — «Подмосковные вечера»
- 1991 — «Моя жизнь»
- 1992 — «Тихий Дон»
- 1993 — «Киса-киса»
- 1993 — «Магнитогорск — мой город на Урале»
- 1994 — «Гуляй, душа»
- 1995 — «О, Женщины»
- 1996 — «Добрый вечер, господа»
- 1998 — «Однажды в Америке» (песни Игоря Крутого)
- 1999 — «Ну и ради Бога»
- 2001 — «Я родился в Москве»
- 2002 — «Наколочка»
- 2003 — «Бум-Бум»
- 2004 — «Пополам» (совместно с Ириной Аллегровой)
- 2005 — «Соло»
- 2006 — «Дуэты разных лет»
- 2007 — «Москва-Владивосток»
- 2009 — «Брато»
- 2010 — «Дуэты разных лет 2»
- 2013 — «Love Story»
- 2016 — «Я просто медленно люблю»
- 2020 — «Ты моя жизнь»
- 2023 — «Черным по белому»

Сборники
- 1991 — «Михаил Шуфутинский в Москве»
- 1994 — «Звёзды русской эмиграции поют песни Ильи Резника»
- 1994 — «Любовь, похожая на сон. Творческий вечер Игоря Крутого»
- 1994 — «Спасибо, Саша Розенбаум!»
- 1995 — «Русские звёзды Нью-Йорка»
- 1997 — «Поможем друг другу расслабиться…» (песни Александра Морозова)
- 2000 — «Шансон» (БРМЭ)
- 2001 — «Best»
- 2002 — «Наливай, поговорим»
- 2002 — «Свечи» (серия «Легенды Жанра»)
- 2003 — «Grand Collection» (2 CD)
- 2003 — «Побеседуем за жизнь»
- 2004 — «Серия „Настроение шансон“»
- 2004 — «Я поеду на юг»
- 2008 — «The Best»
- 2008 — «Золотой альбом»
- 2008 — «Мосты» (песни Александра Морозова)

### Фильмография
- 1984 — Москва на Гудзоне — певец в ресторане
- 2024 — 3 сентября — в роли самого себя

Озвучивание
- 2012 — Храбрая сердцем — король Фергус (роль — Билли Коннолли)[27]

## Признание
Государственные награды
- 2013 — почётное звание «Заслуженный артист Российской Федерации» — «за заслуги в области искусства»[1].

Премии
- 1994 — премия «Песня Года» за песню «3 сентября»
- 1997 — премия «Серебряная калоша» в категории «За конкретный вклад в искусство». Награду Михаилу вручал Константин Боровой[29].
- 2002 — премия «Шансон года» за песни «Наколочка», «Тополя» и «Алёнка»
- 2003 — премия «Шансон года» за песню «Пойду однажды по Руси»
- 2004 — премия «Шансон года» за песню «Новогодние сны» (дуэт с Ириной Аллегровой)
- 2005 — премия «Шансон года» за песни «Соло» и «Таганка»
- 2006 — премия «Шансон года» за песни «Улетайте вороны» и «Пропажа»
- 2007 — премия «Шансон года» за песни «Москва — Владивосток» и «Перекрёстки»
- 2008 — премия «Шансон года» за песни «Добрый вечер, господа!» и «Ты люби меня, люби»
- 2009 — премия «Шансон года» за песни «Душа болит» и «Кручина»
- 2010 — премия «Шансон года» за песни «Соло» и «Островок»
- 2011 — премия «Шансон года» за песни «За милых дам!» и «Я поеду на юг»
- 2012 — премия «Шансон года» за песни «Выйду я на палубу» и «Дядя Паша»
- 2013 — премия «Шансон года» за песни «Кручина» и «Пацаны»
- 2014 — премия «Шансон года» за песни «Заблудившееся лето» и «Таня-Танечка»
- 2015 — премия «Шансон года» за песни «Соло» и «Песня старого портного» (дуэт с Александром Розенбаумом)
- 2016 — премия «Шансон года» за песни «Французский шансон» и «Я просто медленно люблю»
- 2017 — премия «Шансон года» за песни «Тополя» и «Провинциальный Джаз-бэнд»
- 2018 — премия «Шансон года» за песни «Она была совсем девчонкой» и «Питер — Москва» (дуэт с Анастасией Спиридоновой)
- 2019 — премия «Шансон года» за песню «Повторяй за мной» (дуэт с Машей Вебер)
- 2020/2021 — премия «Шансон года» за песню «Улица Портовая»
- 2022 — премия «Шансон года» за песни «Раскрой окно» и «За милых дам!»
- 2023 — премия «Шансон года» за песни «Чёрным по белому» и «Пойду однажды по Руси»

## Отражение в культуре

### 3 сентября Шуфутинов день.
Шуточный праздник, который уже стал частью культуры России, — День прощания, или Шуфутинов день. Свою историю праздник отсчитывает с 2011 года. Тогда в одном из сообществ во «ВКонтакте» было опубликовано фото американского рэпера Рика Росса с текстом «Я календарь переверну, и снова третье сентября». Считается, что именно этот кадр стал вирусным и породил сотни других мемов. Теперь 3 сентября пользователи называют «Шуфутинов день».

### Телевидение
- 2019 — н. в. — «Пацаны» (США). Песня Шуфутинского «Побег» появляется в 3 сезоне.